# Сирино Хетјенг Офухо
Сирино Хетјенг Офухо (енгл. Cirino Hetieng Ofuho) је министар за председнички кабинет у Влади Јужног Судана. На позицију је постављен 10. јула 2011. од стране председника државе и премијера Салве Кира Мајардита. Мандат министра је у трајању од пет година. Претхондо је обављао исту функцију у Влади Аутономног региона Јужни Судан у периоду 2005-2010. године.